# Mai entre amics
Mai entre amics (títol original en anglès, Sleeping with Other People) és una pel·lícula de comèdia romàntica estatunidenca del 2015 escrita i dirigida per Leslye Headland. La pel·lícula és protagonitzada per Jason Sudeikis, Alison Brie, Natasha Lyonne, Amanda Peet i Adam Scott. Estrenada al Festival de Cinema de Sundance el 24 de gener de 2015, la pel·lícula es va estrenar a les sales l'11 de setembre del mateix any amb la distribució d'IFC Films. Mai entre amics va rebre crítiques generalment positives. S'ha doblat i subtitulat al català.
El rodatge principal de la pel·lícula va tenir lloc a la ciutat de Nova York l'estiu de 2014.